# 本国寺 (大網白里市)
本国寺（ほんこくじ）は、千葉県大網白里市にある日蓮宗の寺院。山号は法流山。日什門流妙満寺輪番上総十ヶ寺の一つ。寺名は「本國寺」とも表記する（宗教法人としての名称は「本国寺」）。

## 歴史
かつて空海開山と伝える真言宗阿蘭若興善寺であった。その後土気城主酒井氏による七里法華の影響で文明3年（1471年）5月、日肝によって改宗させられて法華宗となる。元和8年（1622年）5月、当寺10世日純（のち妙満寺30世）は檀林を創設した。寺の所在地の地名・宮谷（みやざく）を取って宮谷檀林という。周辺には野呂檀林、細草檀林、小西檀林などがある日蓮門下の金城湯池であった。
明治元年（1868年）12月、旧幕領・旗本領37万石を管轄する安房上総知県事・柴山典が、境内に知県事役所（のちに宮谷県庁）を設置した。のちにこの知県事の管轄地域は、役所所在地の地名（当時は上総国山辺郡大網宿字宮谷）から宮谷県（みやざくけん）となる。柴山ら県幹部が更迭される事件（宮谷騒動）を経て、明治4年（1871年）11月に県の統合が行われるまで、行政中心地としての役割を果たした。
明治7年（1874年）境内に大網北小学校（現在の大網白里市立大網小学校の前身）が創立された。いったん檀林は休止したが、明治25年（1892年）に大学林として復興し、33年（1900年）7月まで続けられていた。
昭和16年、日蓮宗、顕本法華宗、本門宗の三派合同により日蓮宗となる。旧顕本法華宗寺院で組織する什師法縁に所属する。
日什門流の寺院でありかつては什門のみならず、陣門、石門など勝劣派の中核寺院として、多数の学僧を輩出した。堂宇10、塔頭12、学寮50近く、学徒は800名を越えたという。
日什門流の法縁は当檀林の学寮から発生している（禹師寮法縁、迂師寮法縁、清師寮法縁、乗師寮法縁、宏師寮法縁等）。

## 文化財
- 木造日蓮聖人坐像（千葉県指定有形文化財） - 鎌倉時代末から室町時代にかけてのもので、「雨乞祖師」として地元住民の信仰を集めている。2基の雨乞報恩碑が造られた。
- 宮谷県庁跡（みやざくけんちょうあと） - 「千葉縣史蹟宮谷縣廳跡」と記された石碑が建っており、境内は「宮谷県庁跡」として千葉県指定史跡（1954年指定）となっている。

## 旧末寺
日蓮宗は昭和16年に本末を解体したため、現在では、旧本山、旧末寺と呼びならわしている。
- 殿谷山如意輪寺（茂原市国府関）
  - 如意輪寺末：久遠山実成寺（花巻市東和町安俵七区）
- 宝照山安楽寺（千葉県長生郡長柄町船木）
  - 安楽寺末：宝中山安盛寺（千葉県長生郡長柄町中野台）
- 法永山正國寺（大網白里市木崎）
- 金珠山光昌寺（大網白里市永田）
- 経王山来傳寺（大網白里市大網）
- 寿量山浄眼寺（大網白里市大網）

## 行事
- 10月下旬 - 文化フェスタin本國寺（2003年より）

## 交通アクセス
- JR東日本外房線・東金線大網駅より徒歩20分。